# 下瓦尔德基兴
下瓦尔德基兴是奥地利上奥地利州罗尔巴赫县的一个市镇。总面积28平方公里，总人口1741人，人口密度62.2人/平方公里（2005年）。